# Cienfuegosia saraviae
Cienfuegosia saraviae är en malvaväxtart som beskrevs av Antonio Krapovickas. Cienfuegosia saraviae ingår i släktet Cienfuegosia och familjen malvaväxter. Inga underarter finns listade i Catalogue of Life.